# Кононенко Митрофан Тадейович
Митрофа́н Таде́йович Кононе́нко (4 (17) червня 1900, Кагарлик — 1 січня 1965, Харків) — український актор театру. Народний артист Української РСР (1954); нагороджений двома орденами «Знак Пошани» та медалями.

## Життєпис
В 1920—1923 роках навчався у київському Музично-драматичному інституті ім. М. Лисенка, викладачі — Г. Ігнатович, Лесь Курбас.
З 1923 року виступає на сцені театру «Березіль», згодом — Харківського українського драматичного театру ім. Т. Г. Шевченка.
1926 разом з театром переїздить до Харкова.
Виконав такі ролі:
- 1927 — Гапон — «Пролог» Л. Курбаса та С. К. Бондарчука,
- 1928 — Джонатіно Доріо — «Змова Фієско в Генуї» Шіллера
- 1933 — Стрижень, «Загибель ескадри» Корнійчука,
- 1935 — Васюк, «Портрет» Афіногенова,
- 1938 — Тихон — «Гроза» Островського,
- 1939 — Тур — «Богдан Хмельницький» Корнійчука,
- 1940 — суддя де Бонфон, «Євгенія Гранде» по Бальзаку,
- 1940 — Часник, «В степах України» Корнійчука,
- 1950 — Вакуленко, «Калиновий гай» Корнійчука,
- 1952 — Штефан Петрич — «Любов на світанні» Галана,
- Пушкар — «Навіки разом» Дмитерка, Знімався в кіно.

1948 року одружився з артисткою балету, Кононенко Маргаритою Петрівною, у шлюбі було двоє синів.